# Ha-Po'el

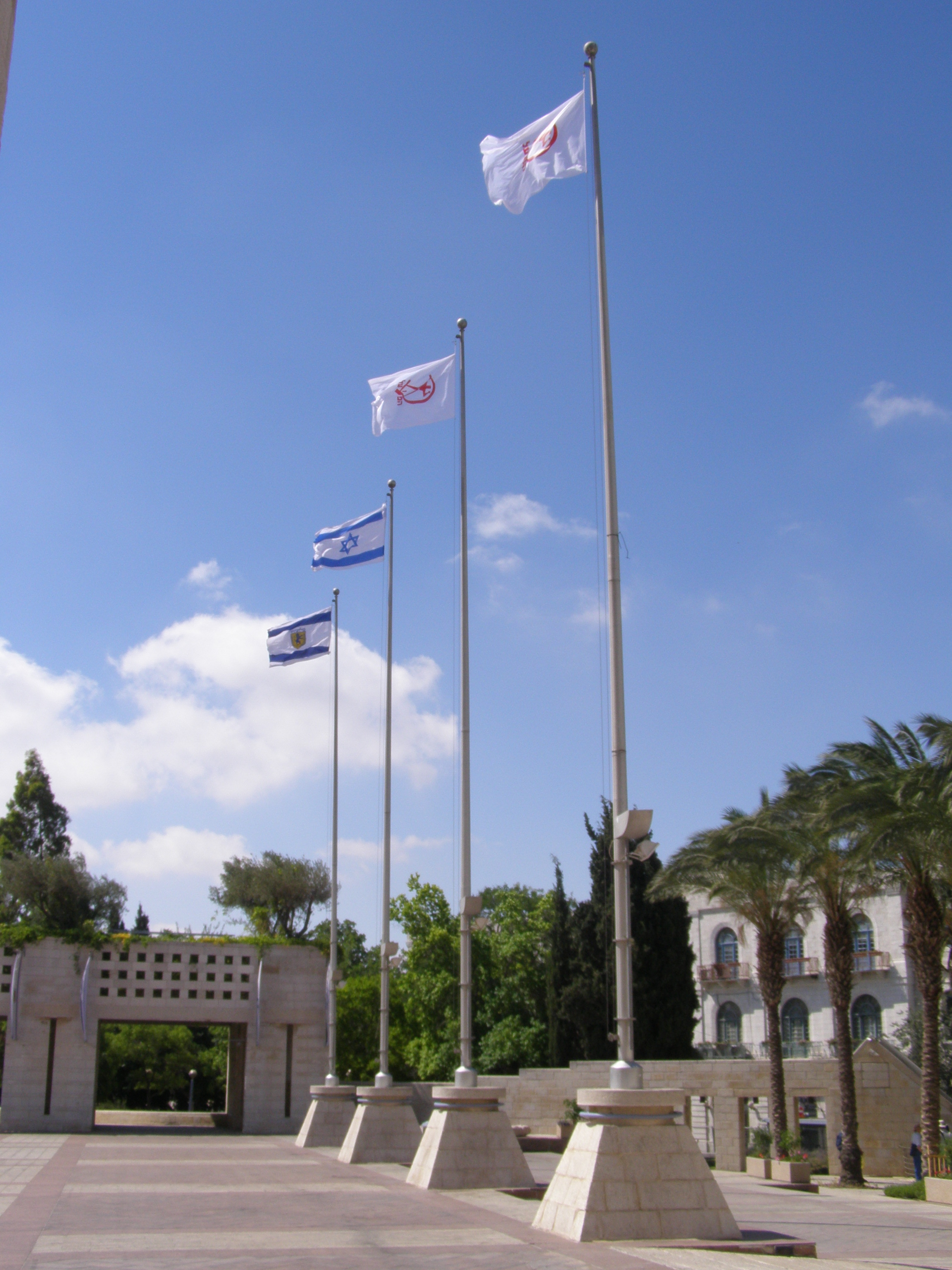
Vlajky ha-Po'elu na náměstí Safra v Jeruzalémě

Ha-Po'el (hebrejsky הפועל‎, doslova „Dělník“) je izraelské sportovní sdružení, založené odborovým svazem Histadrut. Jeho počátky se pojí k fotbalovému klubu ha-Po'el Haifa z roku 1924 a o dva roky později již existovalo celostátní sdružení v rámci mandátní Palestiny.

## Historie
Během existence britské mandátní Palestiny dělnický Ha-Po'el konkuroval nacionalisticky orientovanému sportovnímu sdružení Makabi. Každá organizace pořádala vlastní a oddělené soutěže a sportovní události. Vzájemně se střetávaly jen ve fotbale. Ha-Po'el se nezačlenil ani do izraelského olympijského výboru a místo toho se sblížil s organizacemi zapojenými do dělnických olympiád. V roce 1927 se Ha-Po'el stal členem Socialistické internacionály dělnického sportu a v roce 1946 členem nástupnické Mezinárodní sportovní konfederace pracujících. Od roku 1951, po vzniku státu Izrael, se Ha-Po'el a Makabi dohodly, že se týmy mohou vzájemně střetávat.

## Hlavní sportovní kluby
- ha-Po'el Jeruzalém
- ha-Po'el Tel Aviv

## Basketbalové kluby
- ha-Po'el Galil Eljon
- ha-Po'el Gilboa Galil Eljon
- ha-Po'el Cholon
- ha-Po'el Jeruzalém
- ha-Po'el Tel Aviv
- ha-Po'el Usiškin

## Fotbalové kluby
- ha-Po'el Akko
- ha-Po'el Aškelon
- ha-Po'el Asi Gilboa
- ha-Po'el Balfourija
- ha-Po'el Beerševa
- ha-Po'el Bejt Še'an
- ha-Po'el Bnej Džudejda
- ha-Po'el Bnej Lod
- ha-Po'el Bnej Tamra
- ha-Po'el Cafririm Cholon
- ha-Po'el Chadera
- ha-Po'el Haifa
- ha-Po'el Herzlija
- ha-Po'el Iksal
- ha-Po'el Ironi Dimona
- ha-Po'el Ironi Kirjat Šmona
- ha-Po'el Ironi Rišon le-Cijon
- ha-Po'el Jehud
- ha-Po'el Jeruzalém
- ha-Po'el Katamon
- ha-Po'el Kfar Saba
- ha-Po'el Kfar Šalem
- ha-Po'el Kirjat Chajim
- ha-Po'el Kirjat Šalom
- ha-Po'el Kisra-Sumej
- ha-Po'el Machane Jehuda
- ha-Po'el Madžd al-Krúm
- ha-Po'el Marmorek
- ha-Po'el Nazaret Ilit
- ha-Po'el Petach Tikva
- ha-Po'el Ra'anana
- ha-Po'el Ramat Gan
- ha-Po'el Tajbe
- ha-Po'el Tel Aviv
- ha-Po'el Tiberias
- ha-Po'el Tira
- ha-Po'el Umm al-Fachm
- FC ha-Po'el Kirjat Gat